# Xysticus tugelanus
Xysticus tugelanus är en spindelart som beskrevs av Lawrence 1942. Xysticus tugelanus ingår i släktet Xysticus och familjen krabbspindlar. Inga underarter finns listade i Catalogue of Life.